# Colapesce (Sänger)

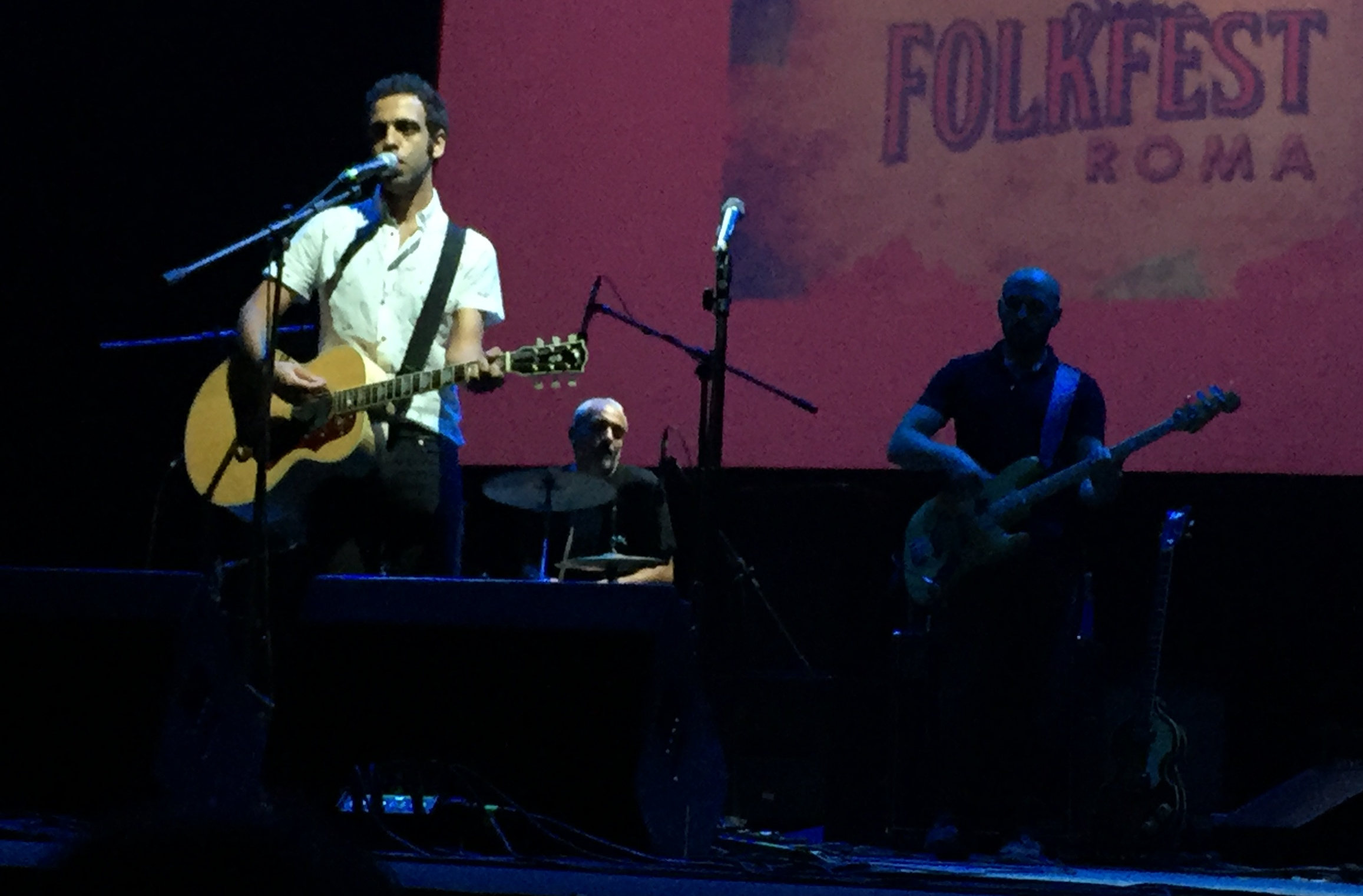
Colapesce 2015

Colapesce (* 6. September 1983 in Solarino, Sizilien, als Lorenzo Urciullo) ist ein italienischer Cantautore.

## Karriere
Der Musiker begann seine Karriere als Frontman der Band Albanopower sowie als Teil des Projekts Santiago (zusammen mit Alessandro Raina). 2010 veröffentlichte er seine erste solistische EP zum Gratisdownload, wobei er das Pseudonym Colapesce verwendete, in Anlehnung an die sizilianische Legende vom Colapesce. Zwei Jahre später erschien schließlich das Debütalbum Un meraviglioso declino, an dem neben Alessandro Raina u. a. Roy Paci beteiligt war. Danach konzentrierte sich Colapesce auf Liveaktivitäten, bis er sich 2015 mit dem Album Egomostro zurückmeldete. Dieses erreichte erstmals die italienischen Albumcharts.
Die Single Ti attraverso kündigte 2017 Colapesces drittes Album Infedele an, das 2018 durch die EP Compendio infedele inhaltlich fortgesetzt wurde. Nachdem Colapesce schon sporadisch mit dem ebenfalls sizilianischen Cantautore Dimartino als Songwriter für andere Interpreten zusammengearbeitet hatte, beschlossen die beiden Musiker, ein gemeinsames Album aufzunehmen. Es erschien 2020 unter dem Titel I mortali.
Das Duo aus Colapesce und Dimartino präsentierte beim Sanremo-Festival 2021 das Lied Musica leggerissima, das ein großer Erfolg und Nummer-eins-Hit wurde. Anschließend traten die beiden weiter gemeinsam auf und arbeiteten unter anderem mit Ornella Vanoni und Fabri Fibra zusammen. Beim Sanremo-Festival 2023 gingen sie mit Splash ins Rennen, wofür sie mit dem Kritiker- und Pressepreis ausgezeichnet wurden. Seine erste Filmmusik schrieb Colapesce 2023 für den Mafia-Film Iddu der Regisseure Fabio Grassadonia und Antonio Piazza, der 2024 in Venedig seine Premiere hatte.

## Diskografie

### Alben
| Jahr | Titel Musiklabel                       | Höchstplatzierung, Gesamtwochen, AuszeichnungChartsChartplatzierungen (Jahr, Titel, Musiklabel, Platzierungen, Wochen, Auszeichnungen, Anmerkungen) | Anmerkungen                                                          |
| Jahr | Titel Musiklabel                       | IT | Anmerkungen                                                          |
| ---- | -------------------------------------- | --- | -------------------------------------------------------------------- |
| 2012 | Un meraviglioso declino 42 Records     | — | Erstveröffentlichung: 30. Januar 2012                                |
| 2015 | Egomostro Don’t Panic                  | IT76 (1 Wo.)IT | Erstveröffentlichung: 3. Februar 2015                                |
| 2017 | Infedele 42 Records                    | — | Erstveröffentlichung: 27. Oktober 2017                               |
| 2020 | I mortali RCA Numero Uno / Sony Music  | IT40 Gold · (1 Wo.)IT | Erstveröffentlichung: 5. Juni 2020 Verkäufe: + 25.000; mit Dimartino |
| 2021 | I mortali² RCA Numero Uno / Sony Music | IT3 (17 Wo.)IT | Erstveröffentlichung: 19. März 2021 mit Dimartino                    |
| 2023 | Lux Eterna Beach                       | IT29 (5 Wo.)IT | Erstveröffentlichung: 3. November 2023 mit Dimartino                 |

### Singles
| Jahr | Titel Album                    | Höchstplatzierung, Gesamtwochen, AuszeichnungChartplatzierungen (Jahr, Titel, Album, Platzierungen, Wochen, Auszeichnungen, Anmerkungen) | Höchstplatzierung, Gesamtwochen, AuszeichnungChartplatzierungen (Jahr, Titel, Album, Platzierungen, Wochen, Auszeichnungen, Anmerkungen) | Anmerkungen |
| Jahr | Titel Album                    | IT | CH | Anmerkungen |
| --- | ------------------------------ | --- | --- | --- |
| 2021 | Musica leggerissima I mortali² | IT1 ×5Fünffachplatin · (42 Wo.)IT | CH35 (4 Wo.)CH | Erstveröffentlichung: 2. Juni 2021 mit Dimartino Beitrag zum Sanremo-Festival 2021 Verkäufe: + 350.000         |
| 2021 | Toy Boy I mortali²             | IT92 (1 Wo.)IT | — | Erstveröffentlichung: 2. Juli 2021 Colapesce, Dimartino & Ornella Vanoni                                       |
| 2022 | Propaganda Caos                | IT10 ×2Doppelplatin · (25 Wo.)IT | — | Erstveröffentlichung: 18. März 2021 Fabri Fibra feat. Colapesce & Dimartino Verkäufe: + 200.000                |
| 2023 | Splash –                       | IT8 ×2Doppelplatin · (17 Wo.)IT | CH91 (1 Wo.)CH | Erstveröffentlichung: 9. Februar 2023 mit Dimartino; Beitrag für das Sanremo-Festival 2023 Verkäufe: + 200.000 |
| Folgende Lieder erschienen nicht als Single, wurden aber durch das Album zum Download und Streaming bereitgestellt und konnten somit eine Platzierung erlangen: |                                | | | |
| |                                | | | |
| 2021 | Ayahuasca OBE                  | IT44 (1 Wo.)IT | — | Mace, Colapesce & Chiello FSK                                                                                  |

## Belege
1. ↑  Colapesce e Dimartino: ‘Tommaso Paradiso? Meglio dei Pink Floyd’. In: Rockol.it. 3. Juni 2020, abgerufen am 16. Dezember 2020 (italienisch).
2. ↑  Alben von Colapesce. In: Italiancharts.com. Hung Medien, abgerufen am 16. Dezember 2020.
3. 1 2 3 4  Certificazioni. FIMI, abgerufen am 8. Mai 2023 (italienisch).
4. ↑  IT CH

| Personendaten    | Personendaten                   |
| ---------------- | ------------------------------- |
| NAME             | Colapesce                       |
| ALTERNATIVNAMEN  | Urciullo, Lorenzo (Geburtsname) |
| KURZBESCHREIBUNG | italienischer Cantautore        |
| GEBURTSDATUM     | 6. September 1983               |
| GEBURTSORT       | Solarino, Sizilien,             |